# Elfriede Ott
Elfriede Ott (Bécs, 1925. június 11. – Bécs, 2019. június 12.) osztrák színésznő, énekesnő.

## Filmjei
Mozifilmek
- Das Siegel Gottes (1949)
- Mein Freund, der nicht nein sagen konnte (1949)
- Ich hab' mich so an Dich gewöhnt (1952)
- Die fünf Karnickel (1953)
- Ein Lied aus Wien (1990)
- Zum Glück gibt's meine Frau (1995)
- Elfriede Ott akaratlan elrablása (Die unabsichtliche Entführung der Frau Elfriede Ott) (2010)

Tv-filmek
- Bezauberndes Fräulein (1955)
- Liebelei (1958)
- Die Conways und die Zeit (1958)
- Der eingebildete Kranke (1959)
- Kleines Bezirksgericht (1961)
- Die Ballade vom Franz und der Marie (1961)
- Höllenangst (1961)
- Weekend-Party (1962)
- Lumpazivagabundus (1962)
- Soiree im Schönbrunner Schloßtheater (1962)
- Die verhängnisvolle Faschingsnacht (1962)
- Der kriminalistische Herr Sebek (1963)
- Minister gesucht (1963)
- Ein schöner Herbst (1964)
- Die Bekehrung des Ferdys Pistora (1964)
- Katzenzungen (1967)
- Das Veilchen (1967)
- Die Landstreicher (1968)
- Was ihr wollt (1968)
- Bei Tag und bei Nacht (1969)
- Kathi – Der Stationsweg einer österreichischen Passion (1969)
- Leni (1969)
- Herr im Haus bin ich (1970)
- Frühstück im Büro (1970)
- Wiener Totentanz (1971)
- Alter Film wird wieder jung (1971)
- Die Zuckerbäckerin (1971)
- Die lustigen Klassiker (1972)
- Abschied vom Ronacher (1976)
- Es war die Lerche (1976)
- Hadd hazudjunk (Lasst uns lügen) (1979)
- Keine Leiche ohne Lilli (1980)
- Der Mustergatte (1980)
- Ein Abend für zwei Komödianten (1982)
- Die Perle Anna (1982)
- Minister gesucht (1985)
- Duett (1992)
- Vermischte Gefühle (1995)

Tv-sorozatok
- Hallo – Hotel Sacher … Portier! (1973–1974. 26 epizódban)
- Die liebe Familie (1980–1993, 243 epizódban)
- Kastélyszálló (Schlosshotel Orth) (1997, egy epizódban)